# Thomas Nuttall
Thomas Nuttall (1786 – 1859) va ser un botànic i zoòleg anglès que va viure i treballà a Amèrica del Nord entre 1808 i 1841.
Nuttall nasqué a Long Preston, prop de Settle, North Yorkshire. Benjamin Smith Barton encoratjà el seu interés per la història natural.
El 1810 viatjà pels Great Lakes i el 1811 viatà en l'Astor Expedition dirigida per William Price Hunt pel riu Missouri. Nuttall va ser acompanyat pel botànic anglès John Bradbury.
Malgrat que Lewis i Clark hi havien estat prèviament, molts dels seus espècimens s'havien perdut. La guerra imminent entre els Estats Units i Anglaterra va fer que Thomas tornés a Londres on va organitzar la seva col·lecció de plantes.
El 1815 tornà a Amèrica i publicà The Genera of North American Plants el 1818. Des de 1818 a 1820 viatjà per Arkansas i els Red Rivers, tornat a Philadelphia publicà Journal of Travels into the Arkansas Territory during the year 1819. Va ser escollit Associate Fellow de l'American Academy of Arts and Sciences el 1823. El 1825 esdevingué curator dels jardins botànics de la Harvard University. Publicà Manual of the Ornithology of the United States and of Canada (1832 i 1834).
El 1834 s'uní a l'expedició dirigida per Nathaniel Jarvis Wyeth, ara acompanyat pel naturalista John Kirk Townsend. Viatjaren per Kansas, Wyoming i Utah El desembre Nuttall anà a les Illes Hawaii tornà a la primavera de 1835 i l'any següent herboritzà el Nord-oest del Pacífic

## Reben el seu nom
La World Register of Marine Species llista 44 gèneres marins i espècies amb l'epítet específic nuttalli. Diverses plantes i ocells Nuttall's woodpecker Picoides nuttallii i yellow-billed magpie Pica nuttalli i Phalaenoptilus nuttallii. També el commemora Cornus nuttallii, Mimosa nuttallii,Viola nuttallii, Atriplex nuttallii, i Bigelowia nuttallii.